# HMS Pelican (1877)
HMS Pelican (с англ. — «Шлюп Eё величества „Пеликан“») — британский шлюп типа «Оспри» Королевского военно-морского флота, построенный для Королевского флота в середине 1870-х годов. Шлюп был спущен на воду в 1877 году. В 1901 году был продан Компании Гудзонова залива. Затоплен в 1953 году.

## Характеристика и вооружение
«Пеликан» был военным шлюпом типа «Оспри» с композитным корпусом (деревянной обшивкой на стальной раме). Корабль имел водоизмещение 1130 т, длину 52 м, ширину 11 м и осадку 4,80 м. Компания Humphrys, Tennant and Dykes поставила двухцилиндровый горизонтальный паровой двигатель с расширением, питаемый тремя цилиндрическими котлами, мощностью 1056 лошадиных сил питал на один пропеллерный винт длиной 4,0 м. Корабль имел максимальную скорость 12,2 узла (22,6 км/ч). Максимальная дальность плавания была 1480 морских миль (2740 км) на скорости 10 узлов (19 км/ч). Помимо парового гребного винта, судно было оснащено барковым такелажем. Стандартная судовая рота составляла от 140 до 150 человек.
Вооружение шлюпа состояло из двух 7-дюймовых нарезных дульнозарядных орудий, четырёх 64-фунтовых орудий, четырёх пулеметов и одного лёгкого орудия. «Пеликан» и родственный корабль «Дикий лебедь» позже были перевооружены двумя 6-дюймовыми пушками BL и шестью 5-дюймовыми пушками.
«Пеликан» был построен Королевской верфью Девонпорта. Заложено судно 8 марта 1875 года, спущен на воду 26 апреля 1877 года и введён в строй 29 ноября 1877 года. Затраты на строительство включали 41 282 фунта стерлингов на корпус и 14 939 фунтов стерлингов на машины и оборудование.

## История

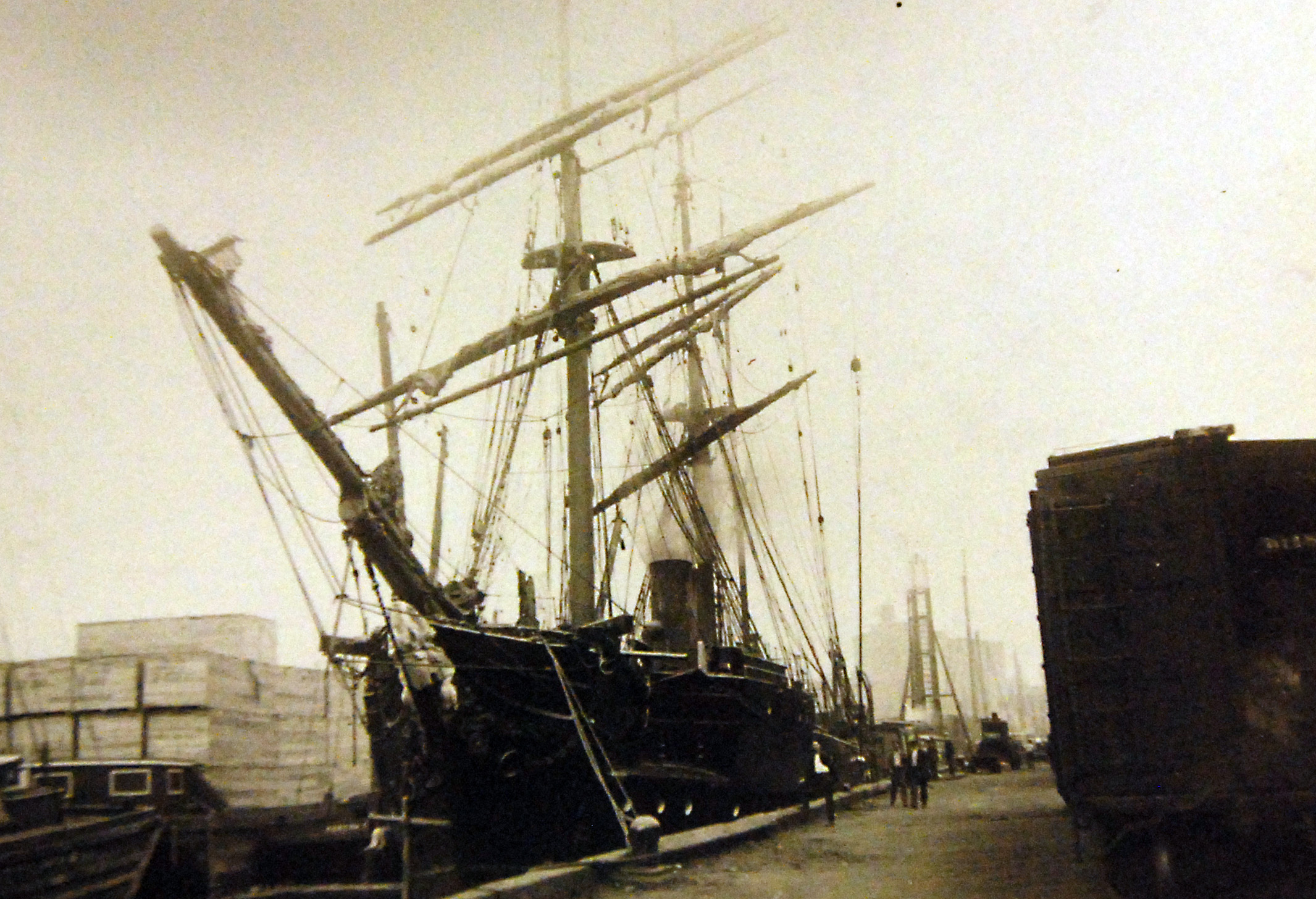
HMS Pelican в Нью-Йорке.

«Пеликан» был продан 22 января 1901 года компании Гудзонова залива для использования в качестве северного корабля снабжения. Во время Первой мировой войны «Пеликан» доставляла припасы в Россию, когда она была атакована немецкой подводной лодкой. Бой длился полтора часа, но в конце концов подводную лодку смогли отогнать. В 1922 году судно перестали считать пригодным к эксплуатации и оно было продано на металлолом Фраиму Баннихину из Сент-Джонса за 1 500 долларов США. Однако судно не списали, а превратили в баржу. В ноябре 1922 года во время буксировки в Сидни (Новая Шотландия) баржа оторвала трос буксировщика и в конце концов села на мель у острова Сейбл. «Пеликан» был поднят буксирным судном Ocean Eagle II и переведён в сторону Сидни. Однако, оказавшись в гавани, баржа снова села на мель на Саут-Бар, после чего была вновь поднята и пришвартована в Сидни. В 1927 году баржа затонула в гавани после вандализма, когда её морские краны были открыты. Корпус оставался с мачтами, левым планширем и баком над водой у пристани в течение 23 лет. Он был отбуксирован в море в сопровождении HMCS Porte Dauphine и затоплен в июне 1953 года.